# Ramus posterior

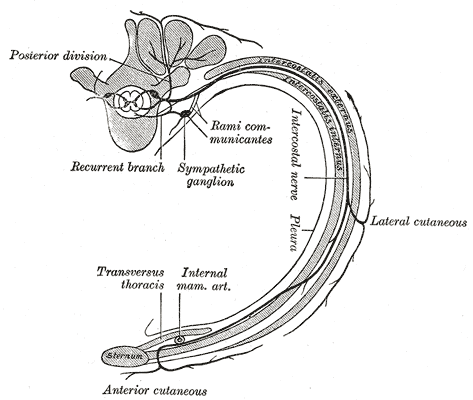
Posterior ramus

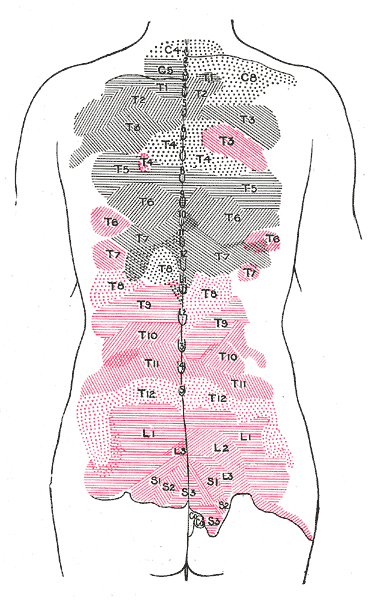
Dermatomy nervů z ramus posterior

Ramus posterior je zadní větev míchy. Míšní nerv opouští meziobratlovou foraminu a přechází do ramus posterior, ramus anterior a rami communicantes, které nesou jak senzorické tak motorické vzruchy. Zadní větve jsou slabší než přední větve míšního nervu (s výjimkou C1), obsahují vlákna motorická pro autochtonní svaly zad (epaxiální svaly), senzitivní pro kůži šíje, zad a části hýždí a vlákna visceromotorická, která přichází cestou ramus communicans griseus.